# 广州未来城
广州未来城是中国广州市的地下商场，于2023年底开业。
商场位于越秀区中山三路25-27号、英雄广场地底的「广州市越秀区9406人防工程」。该工程于1994年6月立项，1995年5月10日动工。

## 流行前线时期

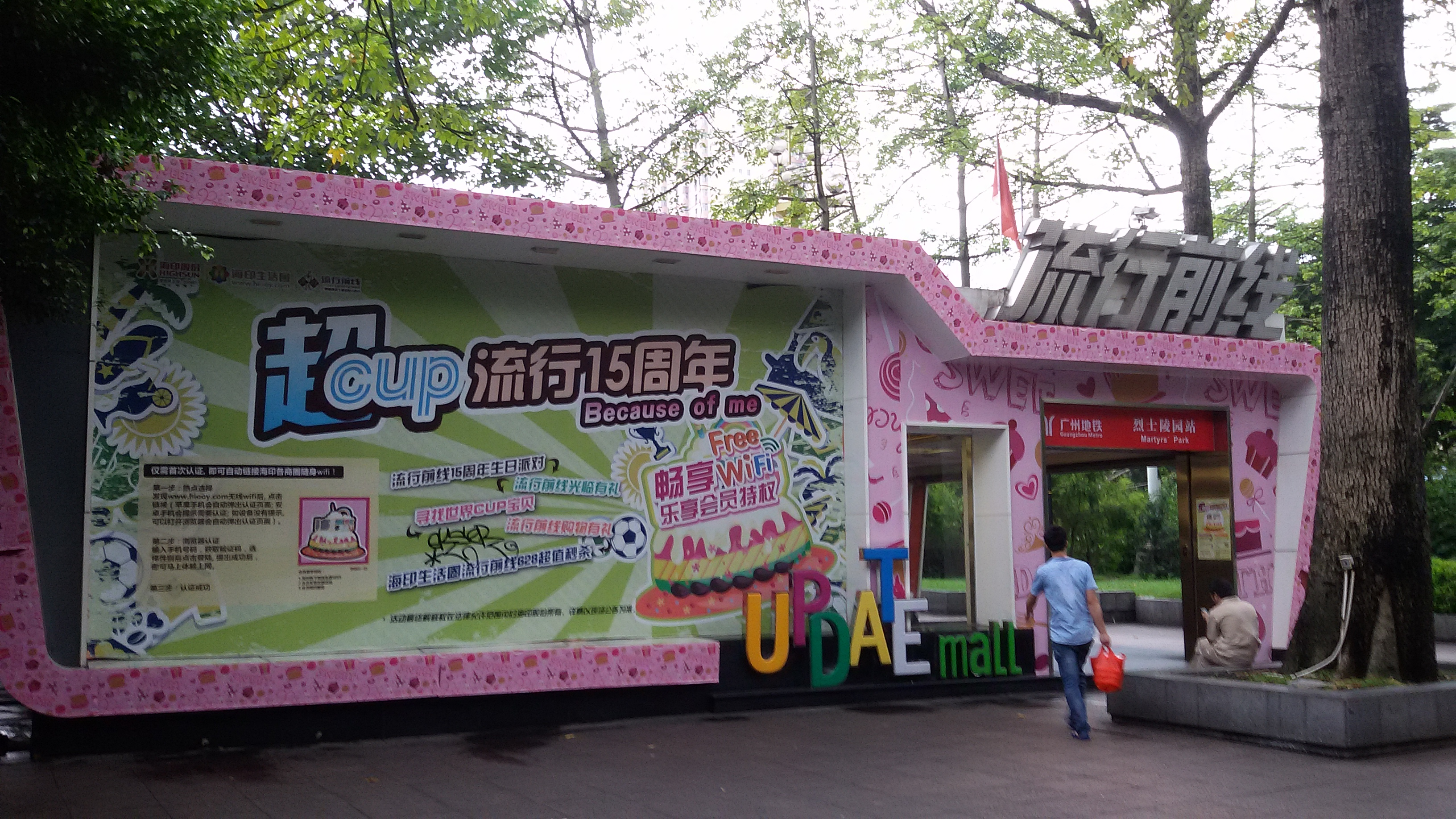
2014年的流行前线

首个入驻该人防工程的项目为知名的流行前线名店城，于1999年6月28日开业，由广州海印实业集团有限公司负责装修和经营管理。为地下两层建筑：负一层是商场、负二层是停车场，营业面积15万平方米，总投资7,000万人民币。流行前线与地铁烈士陵园站A出口联通，是广州首个与地铁站相连的商场。
流行前线自开业时便主打潮流定位，场内有大量的中外购物、娱乐及食肆品牌，包括广州首批电子游戏机室、广州首家本土日本料理店等。广东电台音乐之声的《天生快活人》节目亦曾在此开设中国首个户外广播直播间。因此该商场在成立初期颇受年轻人喜爱。
2023年6月30日，海印集团的承租合同期届满，流行前线正式撤场。

## 未来城时期
流行前线退场后，业主广州市越秀区人民防空办公室聘请广州珠江城市管理服务集团临时接管该场地。2023年底，广州未来城在该处开业，原南梦宫电玩室区域作为商场一期率先开放，而通往中华广场的部分作为二期项目仍在施工。